# Leeuwarderadeel
Leeuwarderadeel (phát âmⓘ, Tiếng Tây Frisia: Ljouwerteradiel) là một đô thị ở phía bắc Hà Lan. Thủ phủ là Stiens.

## Trung tâm dân cư
Bartlehiem, Britsum, Cornjum, Finkum, Hijum, Jelsum, Oude Leije, Stiens.

## Bartlehiem
Làng Bartlehiem một phần thuộc Leeuwarderadeel một phần thuộc Ferwerderadiel và một phần thuộc Tytsjerksteradiel.